# 比洛采爾基夫卡 (恰普林卡區)
46°27′58″N 33°18′13″E / 46.46611°N 33.30361°E
比洛采爾基夫卡（烏克蘭語：Білоцерківка）是位於烏克蘭南部的村莊，由赫爾松州卡霍夫卡區的恰普林卡市鎮負責管轄。該村始建於1865年，面積10平方公里，海拔高度25米，2001年人口219，人口密度每平方公里21.9人。